# Nitro (Fernsehsender)

Ehemaliges Logo von RTL Nitro

Nitro (Eigenschreibweise: NITRO., bis zum 30. Juli 2017 RTL NITRO) ist ein Spartensender der RTL Group für Männer im Alter von 29 bis 59 Jahren, auf dem hauptsächlich Krimi-, Science-Fiction- und Actionserien, Dokumentationen über Themen wie Autos, Polizei, Schiffe und Verbrechen, Sitcoms und Spielfilme ausgestrahlt werden. Der Sender ist digital via Satellit, Kabel, Antenne und IPTV empfangbar.

## Geschichte
RTL Nitro ging am 1. April 2012 mit dem Psycho-Thriller One Hour Photo auf Sendung. Am 2. April 2012 wurde das Video-on-Demand-Portal freigeschaltet, auf dem ausgewählte Sendungen mindestens sieben Tage nach Ausstrahlung kostenlos abgerufen werden können.
Die britische Band The Overtones waren Testimonial des Senders und begleiteten den Senderstart im April 2012 akustisch und visuell. 2013 hatte die irische Rockband Kopek diese Rolle übernommen. Danach lief nur noch eine Grafik, wo der Name des Senders direkt ausgesprochen wird, oder eine „Kamerafahrt“, bei welcher der Sendername von der Mitte ausgehend nach außen hin entsteht.
Neben meist eher alten Spielfilmen und Serien aus Deutschland  wurde Jerry Bruckheimers Chase am 2. April 2012 als deutsche Premiere gezeigt. Für die Jahre 2012/13 kündigte Senderchefin Anke Schäferkordt neben einer neuen Staffel von Modern Family und Nurse Jackie auch neue US-Serien, wie zum Beispiel Alcatraz oder Covert Affairs, in deutscher Free-TV-Erstausstrahlung an. Mit Serien wie Prison Break und American Dad setzt man jedoch auch auf Altbewährtes.  Ab 2015 lief auf dem Sender auch Brooklyn Nine-Nine als deutsche Fernsehpremiere.
Bis zum 30. Juli 2017 wurde der Sender unter dem Namen RTL Nitro verbreitet.

## Zielgruppe
Der Werbespruch des Senders lautet „Fernsehen für Helden“. Er sieht sich als „Premium-Unterhaltungssender“, der ein breites Publikum anspricht, langfristig aber den Schwerpunkt auf einen „männerorientierten Programm-Mix“ setzt, der auf das männliche Publikum zwischen 20 und 59 Jahren abzielt.

## Programm
Die Schwerpunkte und Prime-Time-Programm der Wochentage gestalten sich folgendermaßen:
- Montag – Fernsehserientag (nachts und frühmorgens: Polizeidokus, vormittags: Krimiserien, nachmittags und früher Abend: Sitcoms wie M*A*S*H, Eine schrecklich nette Familie, King of Queens, Hör mal, wer da hämmert, abends Action: Alarm für Cobra 11 – Die Autobahnpolizei)
- Dienstag – Tagsüber Fernsehserien, abends ab Primetime Spielfilme
- Mittwoch – Tagsüber Fernsehserien, abends ab Primetime Spielfilme
- Donnerstag – Fernsehserientag, morgens Crime, Nachmittags und früher Abend: Sitcoms, abends Primetime Crime-Fernsehserie Law & Order: Special Victims Unit
- Freitag – Tagsüber Fernsehserien und abends Primetime Doku z. B. Medical Detectives – Geheimnisse der Gerichtsmedizin
- Samstag –  vormittags Krimis wie Miami Vice, Ein Colt für alle Fälle, Das A-Team, mittags Science-Fiction und Fantasy: Stargate Commando SG-1, nachmittags Deutsche Dokus: z. B. Miniatur Wunderland XXL, Die Macher vom Rhein – Schippern und Schuften auf 1.233 km
- Sonntag – vormittags Krimis wie Miami Vice, Ein Colt für alle Fälle, Das A-Team, mittags Science-Fiction und Fantasy: Stargate Commando SG-1, nachmittags Schwerpunkt Auto: Verkauft & Zugelassen: Die Autohändler und Top Gear. In der sogenannten Primetime gibt es jedoch nur Krimis wie CSI.

Das Vormittagsprogramm ist werktags mit Krimiserien ausgestattet. Serien wie Law & Order, Lie to Me, Magnum und Knight Rider laufen als Wiederholung bis zur Mittagszeit. Am Nachmittag und frühen Abend zeigt der Sender Sitcoms, von denen montags bis freitags jeweils eine Doppelfolge ausgestrahlt wird, sind beispielsweise Eine schrecklich nette Familie, Hör mal, wer da hämmert, King of Queens oder M*A*S*H. Am Wochenende stehen vormittags Krimis wie Miami Vice, Ein Colt für alle Fälle, Das A-Team und Science-Fiction und Fantasyserien wie Stargate -Commando SG-1, auf dem Programm.

### Sport
Nitro überträgt Sportsendungen, deren Übertragungsrechte bei RTL Deutschland liegen. So wurden Spiele der Qualifikation zur Fußball-Europameisterschaft 2016 und zur Fußball-Weltmeisterschaft 2018 übertragen (ohne deutsche Beteiligung). Von 2017 bis 2021 wurde unter dem Namen 100% Bundesliga Montag abends eine Zusammenfassung des Spieltags der ersten und zweiten Bundesliga gesendet. Seit 2018 gibt es einzelne Spiele der UEFA Europa League sowie der seit 2021 ausgetragenen UEFA Europa Conference League.
Im Motorsport überträgt Nitro seit 2016 regelmäßig das 24-Stunden-Rennen auf dem Nürburgring sowie seit 2021 die Rennen des ADAC GT Masters.
Seit der Saison 2023/24 übertragen RTL und Nitro die NFL.

## Empfang
- Satellit: digital via Astra 1L, 19,2° Ost, Frequenz 12,188 GHz horizontal, Symbolrate 27500, Video-PID 173, Audio-PID 146, Service-ID 12061 (RTL NITRO übernimmt den bisher von VOX Schweiz belegten Programmplatz); nicht zu verwechseln mit dem Pay-TV-Kanal NITRO von Digital+
- Kabel: aktuell bei NetCologne, Vodafone Deutschland, Pÿur[14] und Vodafone Kabel.
- IPTV: bei MagentaTV[15], Vodafone TV[4], Zattoo, TV.de, Waipu.tv und 1&1 Digital-TV
- DVB-T2: über freenet.tv (Mux 1) in Full-HD, der Region Rhein-Main über Kanal 31[16]
- Ehemals auch über analoges Kabel: Ab August 2013 war RTL Nitro in einigen Gegenden auch analog,[17] ab Dezember 2013 in Nordrhein-Westfalen  anstelle von Bayerisches Fernsehen.[18] Durch die Umstellung HD-Offensive 2014 bei Vodafone Kabel Deutschland wurde RTL Nitro in Berlin, Bremen, Hamburg, Niedersachsen, Rheinland-Pfalz, Thüringen sowie in Regionen Bayerns, Brandenburgs, Sachsens und Sachsen-Anhalts auch dort analog eingespeist.[19] Analoges Kabel wurde jedoch bis Mitte 2019 in Deutschland abgestellt.

### Österreich
Seit dem 16. Oktober 2014 wird für Österreich ein eigener Ableger des Senders via Digital-Satellit (Astra 19,2° Ost, Frequenz: 12663 MHz horizontal, Symbolrate: 22000, FEC: 5/6; ehemaliger Sendeplatz von gotv) unter dem Namen RTL NITRO A (A steht für Austria) ausgestrahlt. Das Programm unterscheidet sich bis auf ein eigenes Werbefenster, welches von der Agentur IP Österreich vermarktet wird,  nicht vom deutschen. Im digitalen Kabelnetz des Betreibers UPC Austria ist der Sender seit Dezember 2014 auf Kanal 131 zu empfangen.
Auf der 4K-Plattform „Entertain Box“ von Magenta Telekom wird die SD-Version des Programms auf Kanal 333 angeboten. Die HD-Version ist (gemeinsam mit den Sendern RTL HD, RTLZWEI HD, VOX-HD, Super RTL HD und RTLup HD) kostenpflichtig im Programmpaket „RTL HD“ auf Kanal 33 verfügbar. Außerdem kann er über die mobile App „Magenta TV“ gestreamt werden.

### Nitro HD

Logo des HD-Ablegers von Nitro

Eine hochauflösende Variante des Senders kann bei Vodafone Deutschland und NetCologne, Pÿur  empfangen werden. Eine Ausstrahlung des HD-Ablegers erfolgt seit dem 8. April 2014 über Satellit via HD+.

## Einschaltquoten und Marktanteile
Ab dem 2. Juli 2012 wurden zum ersten Mal die Quoten des Senders veröffentlicht. So erzielte Montag, der 25. Juni 2012, trotz Erstausstrahlungen, insgesamt nur 0,3 % in der werberelevanten Zielgruppe. Durchschnittlich erreichte der Sender im Jahr 2012 einen Marktanteil von 0,4 %. 2017 hatte der Sender bei 14- bis 49-Jährigen in Deutschland einen Marktanteil von 1,9 %. Der Höchstwert bei den gesamten Zuschauern ab 3 Jahren betrug 1,9 % in den Jahren 2019 und 2022.

### Ab 3-Jährige
| Jahr | Quote |
| ---- | ----- |
| 2012 | 0,4 % |
| 2013 | 0,7 % |
| 2014 | 1,3 % |
| 2015 | 1,4 % |
| 2016 | 1,3 % |
| 2017 | 1,6 % |
| 2018 | 1,7 % |
| 2019 | 1,9 % |
| 2020 | 1,8 % |
| 2021 | 1,8 % |
| 2022 | 1,9 % |
| 2023 | 1,8 % |
| 2024 | 1,5 % |

### 14-49-Jährige (klassische werberelevante Zielgruppe)
| Jahr | Quote |
| ---- | ----- |
| 2012 | 0,7 % |
| 2013 | 0,8 % |
| 2014 | 1,5 % |
| 2015 | 1,7 % |
| 2016 | 1,5 % |
| 2017 | 1,9 % |
| 2018 | 1,9 % |
| 2019 | 2,1 % |
| 2020 | 2,0 % |
| 2021 | 2,1 % |
| 2022 | 2,2 % |
| 2023 | 2,4 % |
| 2024 | 1,9 % |

## Trivia
Das Cornerlogo ist seit Sendestart in Grautönen und transparenten Ansätzen gehalten. Eine Ausnahme hierbei bildet der 14. Juli 2014, als das Logo in den Farben der deutschen Flagge gehalten wurde, als Anerkennung des 4. Weltmeistertitels der deutschen Fußballnationalmannschaft bei der Weltmeisterschaft 2014.